# Сарай (Кубатлинський район)
Сарай — село в Кубатлинському районі Азербайджану.

## Історія
У 1993 році село взяли під контроль Збройні сили Республіки Вірменія.

## Топонімія
Село Сарай знаходиться на березі річки Воротан (Баргюшад). Колишня назва - Ікінджі Ділалі, а згодом Ділалі Сарай. За словами місцевих жителів, село було названо на честь жінки на ім’я Сарай-ханум наприкінці XIX століття. Однак, на думку дослідників, поселення названо на честь племені сарай.